# جويل غودمان
جويل غودمان (بالإنجليزية: Joel Goodman)‏ هو ملحن أمريكي، ولد في القرن العشرين.

## وصلات خارجية
- جويل غودمان على موقع IMDb (الإنجليزية)
- جويل غودمان على موقع ميوزك برينز (الإنجليزية)
- جويل غودمان على موقع قاعدة بيانات الفيلم (الإنجليزية)